# 조국통일 5대 강령
조국통일 5대 강령은 김일성이 박정희 대통령이 6·23 평화통일 외교정책 선언에 대하여 반대하는 입장에서 발표한 정치적 선언이다.

## 배경
1970년대 남북 관계는 체제 경쟁의 성격을 띄고 있었는데, 1973년 6월 23일 박정희 대통령이 6·23 평화통일 외교정책 선언을 발표하며 당시 국제사회의 데탕트 무드를 한반도에도 적용시키고자 하였다. 이에 김일성은 1973년 6월 23일 체코대표단이 방북한 가운데 환영 연설에서 5대 강령을 발표하였다. 당시 박정희 대통령은 사전에 김일성에게 6.23선언에 대한 내용을 보냈다고 한다. 여기서 김일성은 남북의 고려연방 단일 유엔 가입을 요구하면서 사실상 남한과 북한의 유엔 회원국 동시 가입을 거부하였으며, 주한 미군의 철수와 북한이 고수하는 통일 방식인 고려민주연방공화국안을 관철시키려고 하였다.

## 내용
1. 남북간의 군사적 대치상태 해소 및 긴장상태 완화
2. 정치·군사·외교·경제·문화 등 다방면적 합작과 교류 실시
3. 통일문제를 위한 대민족회의 소집
4. 고려연방국 국호에 의한 남북연방제 실시
5. 남북한 동시 유엔가입 반대, 고려연방국의 단일국호에 의한 유엔가입

## 경과
6.23 선언과 조국통일 5대 강령은 서로 다른 요구안을 갖고 있었기에 합의되기 대단히 어려운 것이였다. 북한은 5대 강령 발표와 동시에 남북조절위원회 회담 취소 및 남북적십자회담을 취소시켰다.

## 같이 보기
- 6·23 평화통일 외교정책 선언
- 7·4 남북 공동 성명
- 남북 관계
- 남북통일
- 한국과 유엔